# اریک هاکونسون
اریک هاکونسون (نروژی: Eirik Håkonsson؛ ح. ۹۷۰ – ح. ۱۰۲۳) رهبر نظامی و ارل اهل نروژ بود. اریک هاکونسون ارل تروندلاگ, حاکم نروژ و ارل نورثامبریا بود.
وی همچنین یکی از سلحشورهای وایکینگ بود.
هاکون سیگوردسون پدر وی بود.